# Pasta Oner
Pasta Oner (* 28. prosince 1979 Trenčín), vlastním jménem Zdeněk Řanda, je český umělec. Coby tvůrčí osobnost se Pasta Oner v posledních letech profiluje v mezích klasických nezávislých i veřejných galerijních provozů, ve kterých snoubí a zároveň i překračuje klasické žánrové kategorie pop-artu a cartoon estetiky. Přesto, že se v jádru své práce dotýká principů „postprodukce“, tvorba je rozdílná proti aktuálním dominantním proudům post-konceptuálních strategií ve výtvarném umění; středobodem Pastovy tvorby je akrylová malba a vytváření závěsných obrazů, stejně tak jako navrhování prostorových objektů, plastik, instalací a realizace muralů (mural art), tj. velkoformátových maleb ve veřejném prostoru.

## Charakteristika tvorby
| „                               | Dílo Pasty Onera svým charakteristickým způsobem reflektuje a ironizuje současnou popkulturní společnost. Tradiční témata fascinace světem bohatství, sexu, víry, luxusních značek a spotřební krásy zařazuje autor do nového a aktuálního kontextu kybernetické společnosti, světa exponenciálně rostoucí rychlosti přenosu informací a klipové estetiky každodenního prožívání. Tento svět, jehož je sám Pasta stejně jako i my nutnou součástí, naplňuje svou angažovanou reflexí. Autorova tvorba je nalezeným rubem a lícem pekla i nebe nás samých. V prostupování emocí dobra a zla, banality a vážnosti spočívá klíč Pastova myšlení, které nás překvapuje nehoráznou křehkostí nekonečně se vinoucího oblouku poněkud patetické Božské komedie. | “ |
| — umělecký kurátor Pavel Kubesa | |   |

## Realizace, projekty a aktivity
Pasta Oner se účastnil okolo padesáti kolektivních výstav a dosud realizoval sedm obsáhlých sólových výstavních projektů (Peep Show, Man on Fire, Recall, Last Days in Paradise, Neart to Heaven, Stay Gold, Art is Truth); probíhající osmý, nazvaný anglicky The gilded age ([ðə ˈɡɪldɪd eɪdž]; česky „pozlacený věk“), trvá v Oblastní galerii Liberec od 2. června do 1. října 2023. Pasta Oner nad rámec své autorské studiové a galerijní tvorby často reprezentuje Česko na oficiálních kulturních a společenských akcích v zahraničí. Výraznou intervencí byla jeho realizace Candy Shop v českém pavilonu na šanghajském Expu roku 2010. Léta 2012 byl v průběhu olympijských her pozván Českým centrem v Londýně v rámci akce „Czech Open 2012“: česká kulturní sezóna v Londýně k realizaci muralu a zapojení se do komunitního projektu s místními občany a umělci. V témže roce si jej přizvala česká ambasáda a Museu Nacional Honestino Guimarães ve městě Brasília k participaci na výstavě současného brazilského umění MAB – Dialogos da resistencia. Na návrh Pasty Onera byla v roce 2013 po boku prvorepublikových děl realizována barevná skleněná vitráž u Zrcadlového sálu v pražském Paláci Lucerna; roku 2014 byl Českým centrem v Moskvě přizván k vytvoření velkoformátového muralu „Nothing worth having comes easy“ a pomalování tramvajového vagonu v ruském Magnitogorsku. V roce 2015 se zúčastnil prezentace na veletrhu v londýnské Saatchi Gallery, na kterém se spolu s Pastou Onerem prezentovala řada předních umělců domácí scény (David Černý, Roman Týc, Masker a další); v témže roce navázal Pasta na mediálně i veřejně úspěšnou akcí výmalby vestibulů pražského metra. Dlouhodobě spolupracuje a aktivně podporuje dobročinné aukce a projekty: Nadace VIA, Amnesty International – Art of Amnesty, Nadace Terezy Maxové dětem, Centrum Paraple, Konto Bariery nadace Charty 77, Fond ohrožených dětí – Klokart, Be Charity, Cesta domů, Dejme dětem šanci a řadu dalších.

## Samostatné výstavy
2011

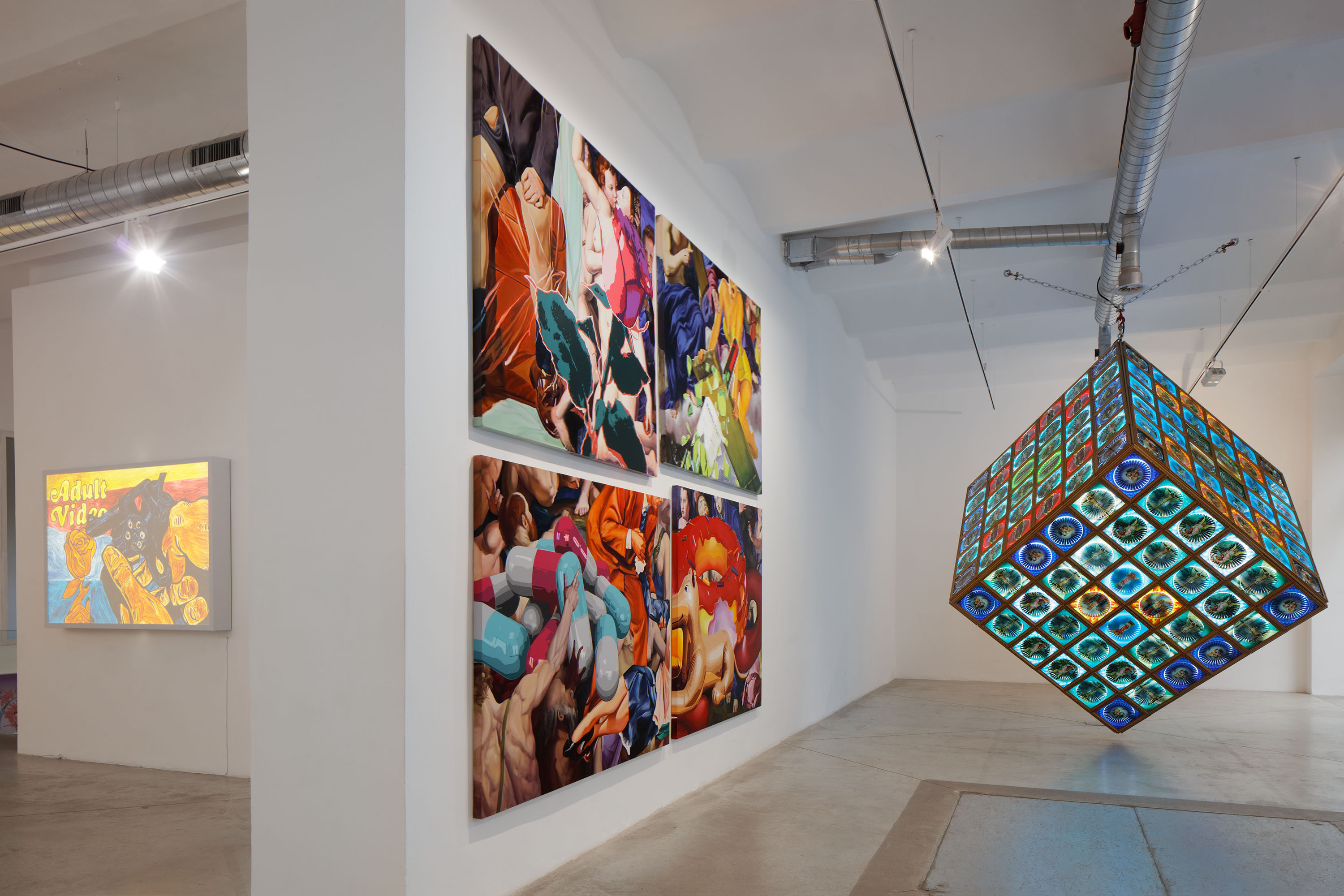
Pohled do výstavy Art is Truth, 2017

- Peep show, The Chemistry Gallery, Praha

2013
- Man on Fire, The Chemistry Gallery, Praha
- Recall, Galerie výtvarného umění (GAVU), Cheb*

2015
- Last Day in Paradise, Galerie Mánes, Praha

2016
- Stay Gold – Le Palais Art Hotel, Praha – Near To Heaven – White Pearl Gallery, Praha

2017
- Art is Truth – DSC Gallery, Praha

2021
- Half Time – Galerie Ludvíka Kuby Poděbrady, Poděbrady
- 20th Century Cabinet, Villa Pellé, Praha 6, 8. června – 25. července 2021[3]

2023
- The gilded age – Oblastní galerie Liberec, 2. června – 1. října 2023[1][2]

## Skupinové výstavy
2003
- Znásilněný podvědomí (Raped Subconscious), hall of the Dejvická metro station, Prague
- St.ill needs you!, Nábřeží Gallery, Prague
- NextWave, NoD Art Gallery, Prague
- Czech-in, Transpublic Gallery, Linz, Austria
- City needs you!, Ateliér1, Prague

2004
- Infiltrace ‘04, Regional Art Gallery in Liberec, Liberec
- Whatever we got, we work with, Nábřeží Gallery, Prague

2005
- European Street, La galerie du moment, Brussels, Belgium
- European Street, Nábřeží Gallery, Prague

2006
- No Discount, Nábřeží Gallery, Praha

2007
- Laktace, Nábřeží Gallery, Prague
- Street Art Prague, Školská Gallery, Prague
- Mystic Sk8 Cup – Subculture, Skatepark Štvanice, Prague
- Trafačka aréna, Trafo Gallery, Prague

2008

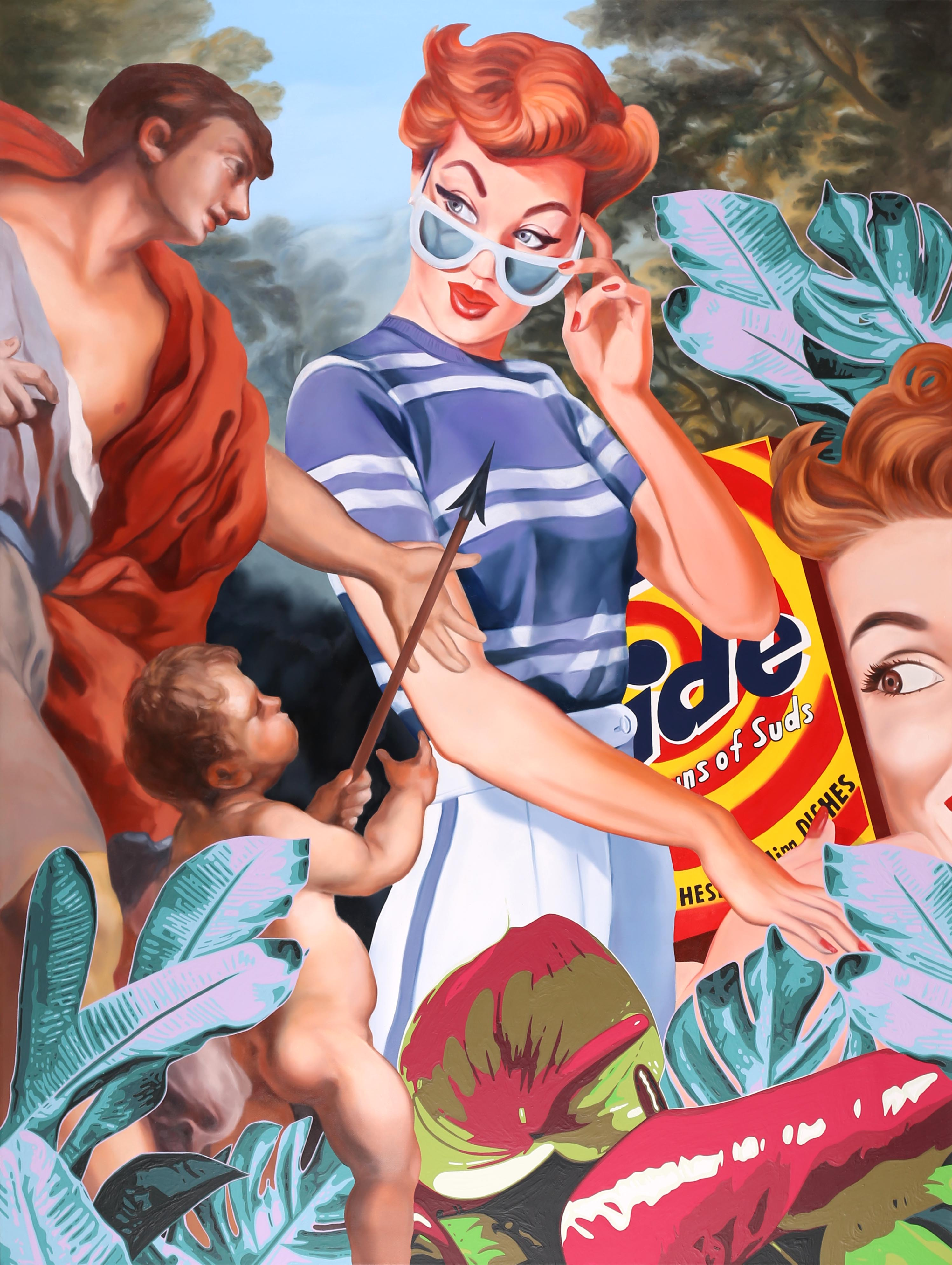
Venus and Adonis, 2018

- Tina B, Dukelských hrdinů 28, Prague
- Names Festival Prague, Hall C, Prague
- Mystic Sk8 Cup – Subculture, Skatepark Štvanice, Prague
- City Celebrities, Moravian Gallery, Brno

2009
- NA.PRO.TI.TO.MU., The Chemistry Gallery, Prague
- Štěpánská street art, Galerie 35 – Institut Français, Prague
- City Art Fest, Nitra, Slovakia
- Storage, The Chemistry Gallery, Prague
- Help Me God I’m Jesus!, Trafo Gallery, Praha

2010
- Art Prague 2010, exposition of the Chemistry Gallery, Mánes Exhibition Hall, Prague
- Corners, World Expo 2010 – a show in conjunction with the exhibition at the national pavilion of the Czech Republic, Source – concept store and gallery, Shanghai, China
- Metropolis, World Expo 2010 – Czech Republic Pavilion, Shanghai, China

2011
- Can You Dig It?, Prague House, Brussels, Belgium
- Boutique, The Chemistry Gallery, Prague
- Metropolis – Candy Shop, DOX Centre for Contemporary Art, Prague

2012
- Shoot When You Can, The Chemistry Gallery, Prague
- Ruka Ruku Myje (One hand washes the other), Aula Gallery, Faculty of Fine Arts, BUT, Brno
- Městem posedlí, Municipal Gallery – City Library, Prague
- Czech Open 2012, Czech cultural season, London
- Art Prague 2012, exposition of The Chemistry Gallery, Mánes Exhibition Hall, Prague
- MAB – Dialogos da resistencia, Museu Nacional Honestino Guimarães, Brazil

2013
- 7 years of Trafačka, Trafo Gallery, Prague
- Sexplicit, Art Salon S, Prague
- Noche en blanco, Lima, Peru

2014
- Art Prague, Kafkův dům, Prague
- Paper Obsessed + 2, Dvorak Sec Contemporary, Prague
- Fashion Art EU, The Parlamentarium – European Parliament’s Visitors Centre, Brusel

2015
- Views, The Chemistry Gallery, Prague
- Contemporary Art 2015, Galerie Nová síň, Prague
- Start Art Fair, Saatchi Gallery, London
- Temporary Contemporary, Lobkowiczký palác, ve spolupráci Lobkoviczkých sbírek a The Chemistry Gallery, Prague

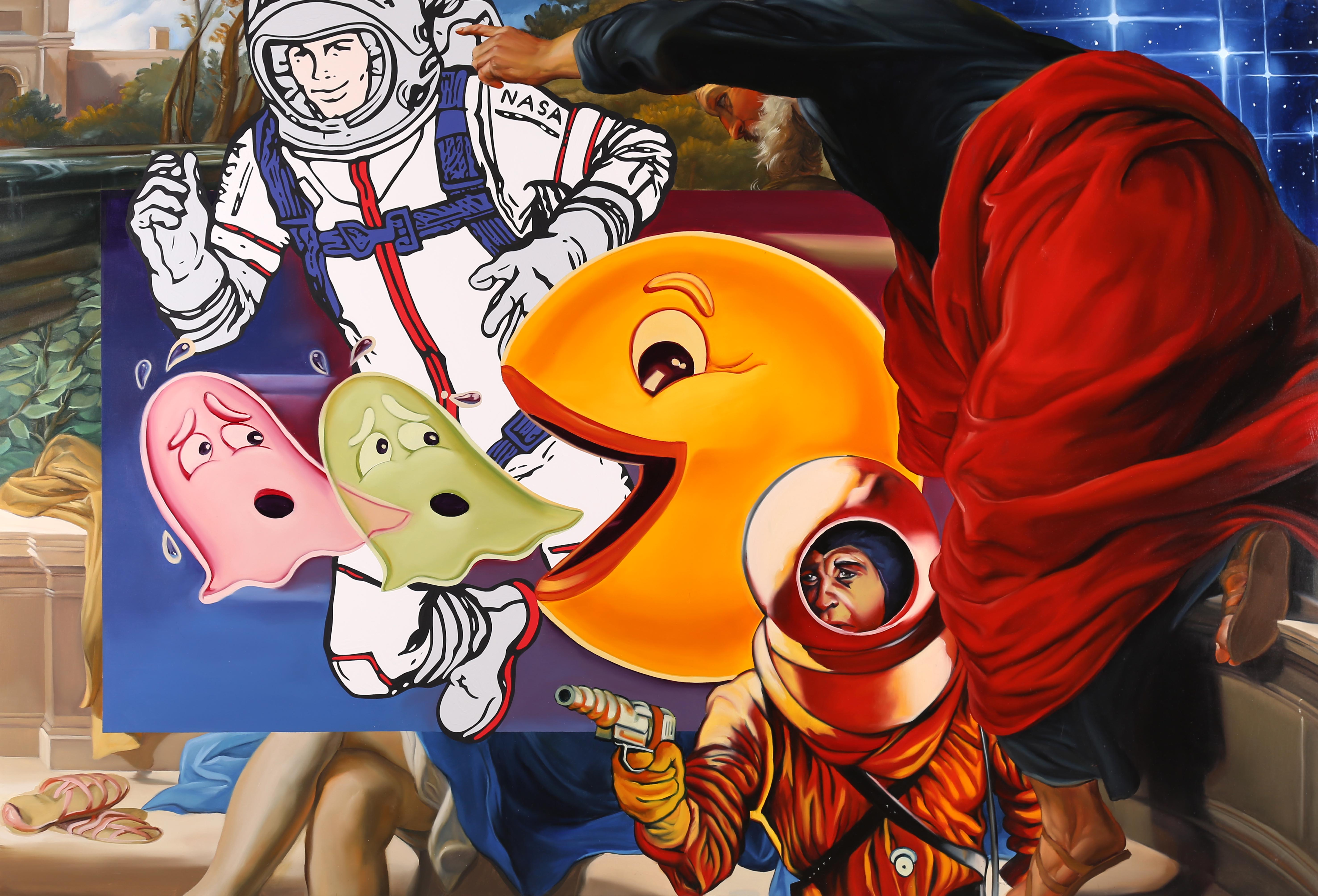
Pac Man, 2018

2016
- Golden Boys – Nová síň Gallery, Prague
- Universerum – Piazzeta of National Theatre, Prague
- Reverse – DSC Gallery, Prague

2017
- No More Crew – Brain Damage Gallery, Lublin, Poland – International Sculpture Exhibition – Forum Karlín, Prague – Roxy Visuals – Club Roxy, Prague – Salon de Prague – Stará tržnica, Bratislava, Slovakia
- No More Crew – Urban Spree Gallery, Berlin, Germany
- Pragovka 2017…With Wings – Pragovka Gallery, Prague

## Velkoformátové malby ve veřejném prostoru
2011

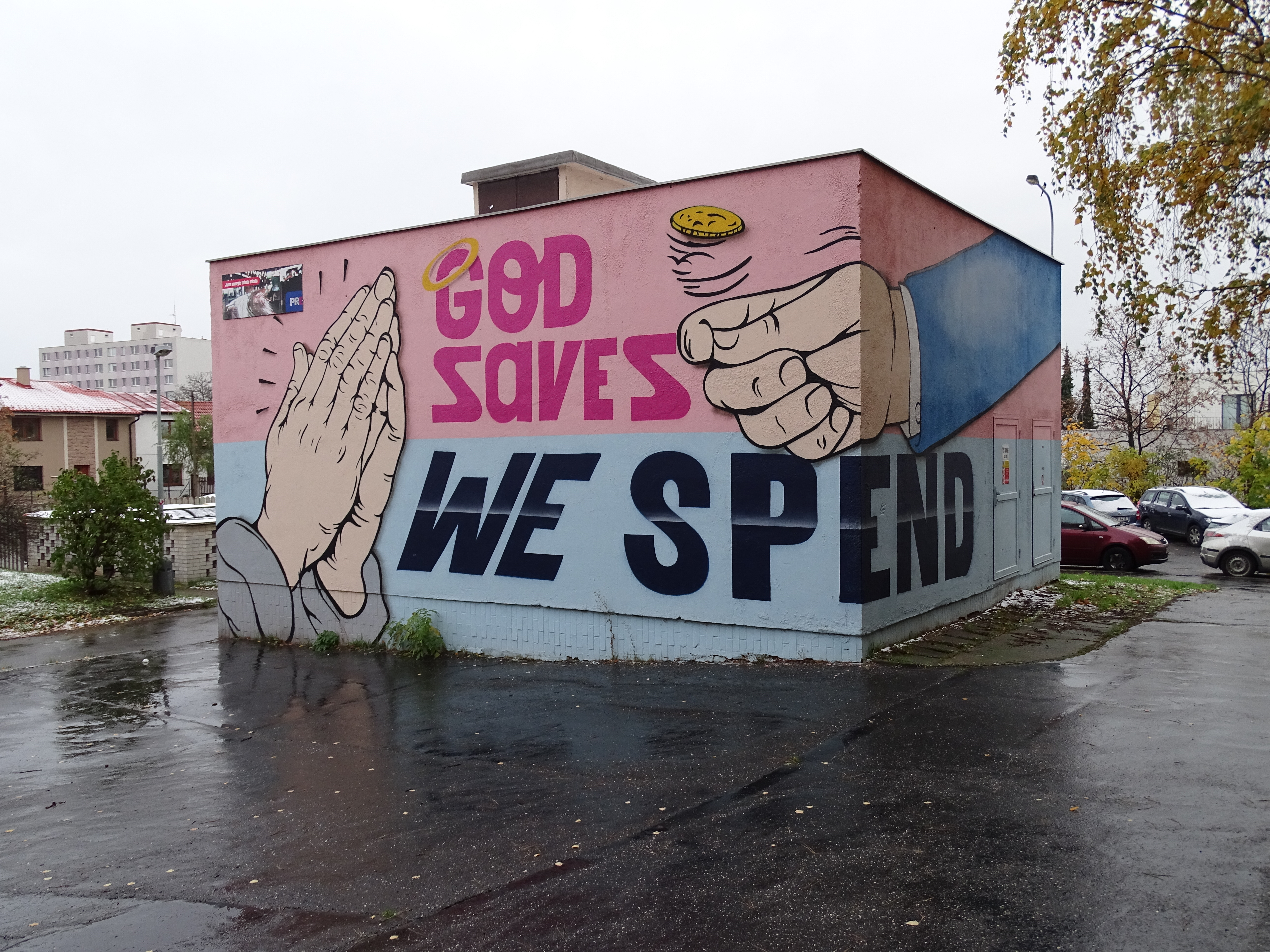
God Saves, We spend (Markušova ul., Praha-Jižní Město)

- I Will Not Do The Dirty Bird, Centrum současného umění DOX, Praha

2012
- Choose To Be Happy, mural v rámci výstavy Městem posedlí, Praha-Dejvice
- For Those Who Come From Nothing, mural, Národní street, Praha
- Society Killed The Teenager, mural v rámci akce „Noc literatury“, Praha-Smíchov

2013
- God Saves, We spend, mural, v rámci akce Praha 11 Streetart, Praha-Jižní Město
- Stained glass windows for Lucerna Palace, Prague
- We Should Get Lost Somewhere, mural v rámci výstavy Recall, Cheb
- I’m Not Who I Was Before, mural, Národní street, Praha

2014
- Maybe All I Need is Time & I Miss My Pre-internet Brain, mural v rámci akce Praha 11 Streetart, Praha-Jižní Město
- Nothing worth having comes easy, mural, Magnitogorsk (Rusko)
- Past / Future, mural, Praha

2015
- Last day in paradise, mural ve stanici Anděl na lince B pražského metra, Anděl, Praha
- Dont panic mural ve stanici Můstek na lince A pražského metra, Můstek, Praha
- Silly dreams, mural, Sparta Letná, Praha

## Ocenění
- 2012 – První místo v anketě iDnes.cz za nejlepší mural v rámci výstavy Městem posedlí

## Dílo

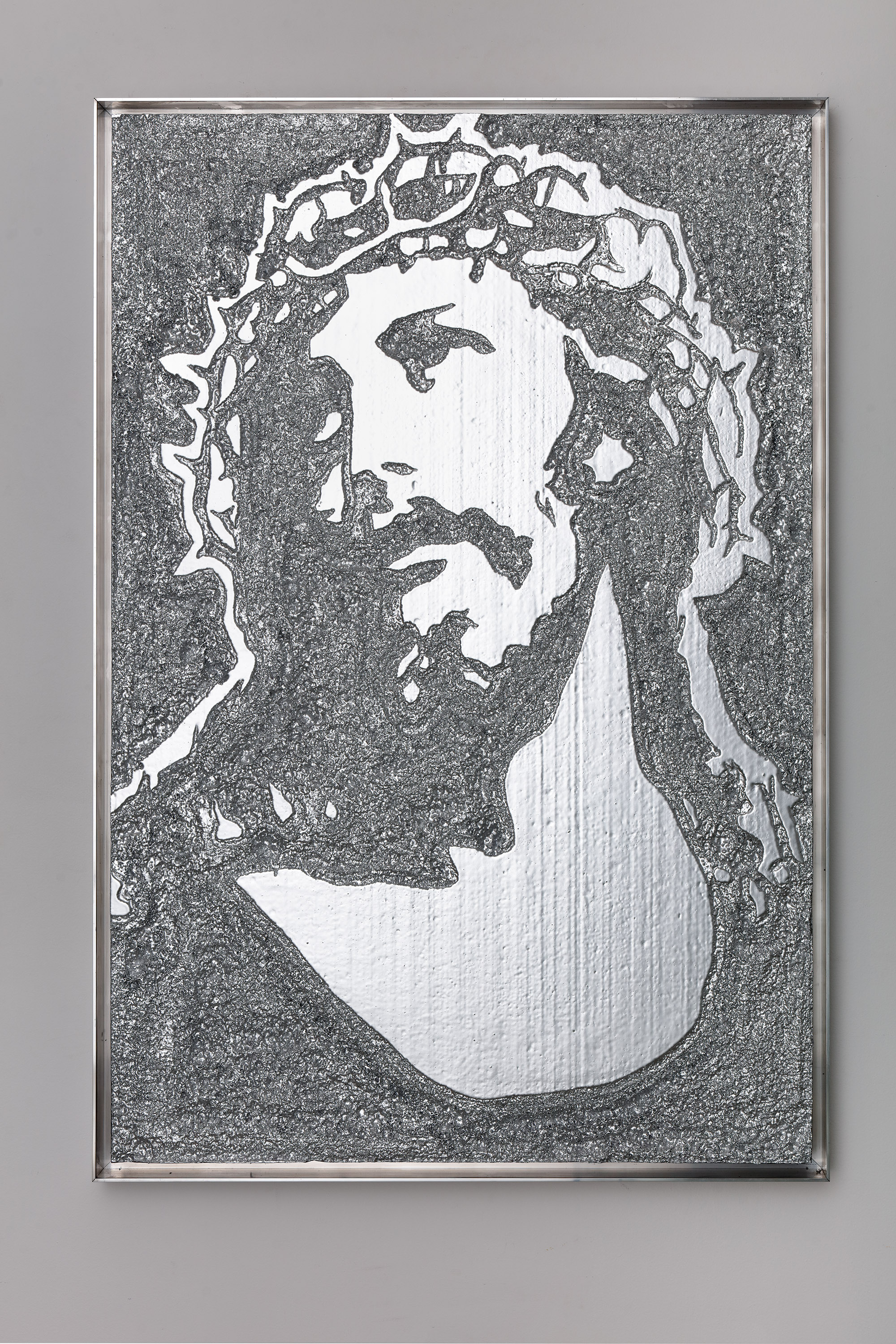
Kill Your Idol, 2017
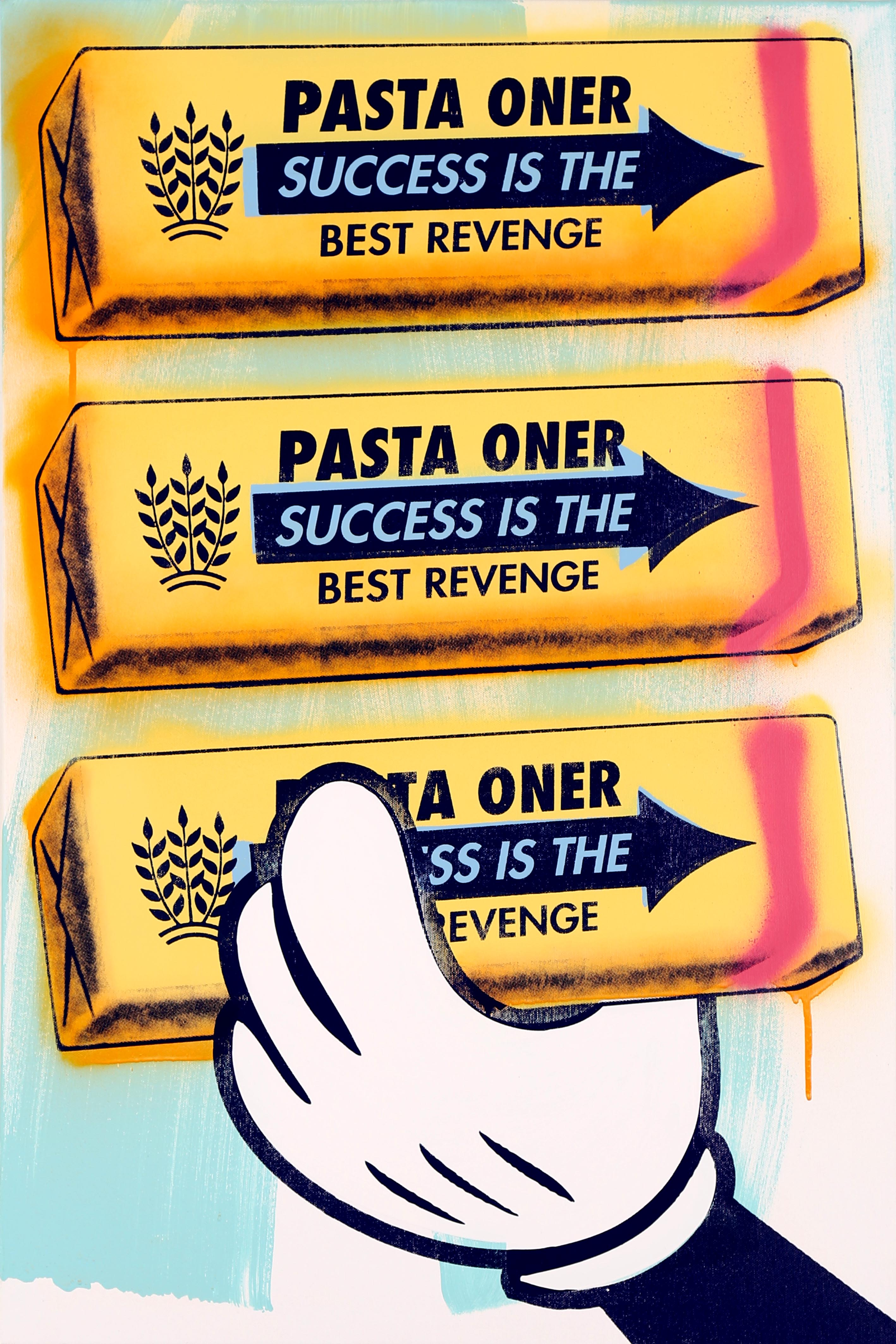
Success, 2018
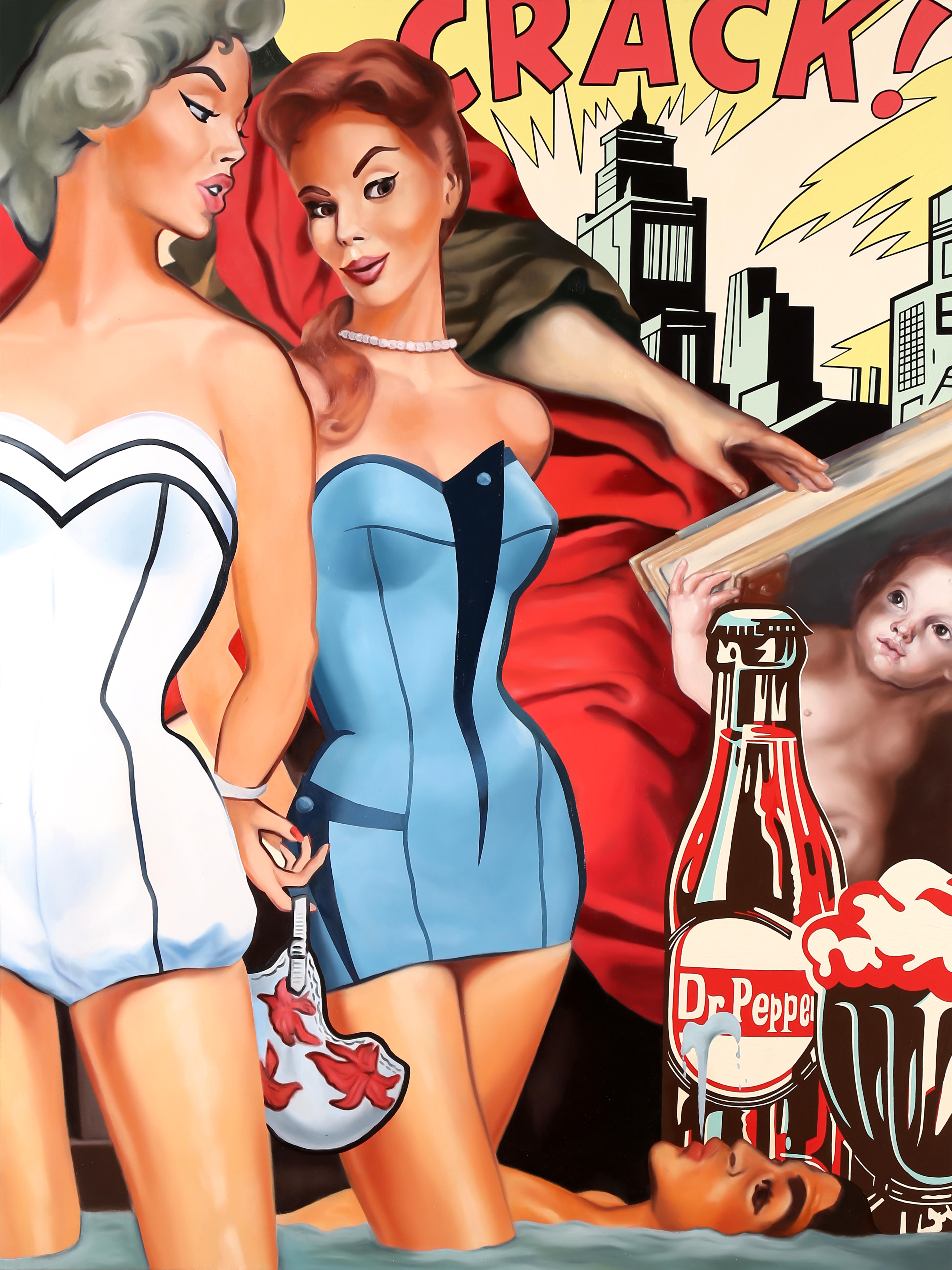
Knowledge, 2018
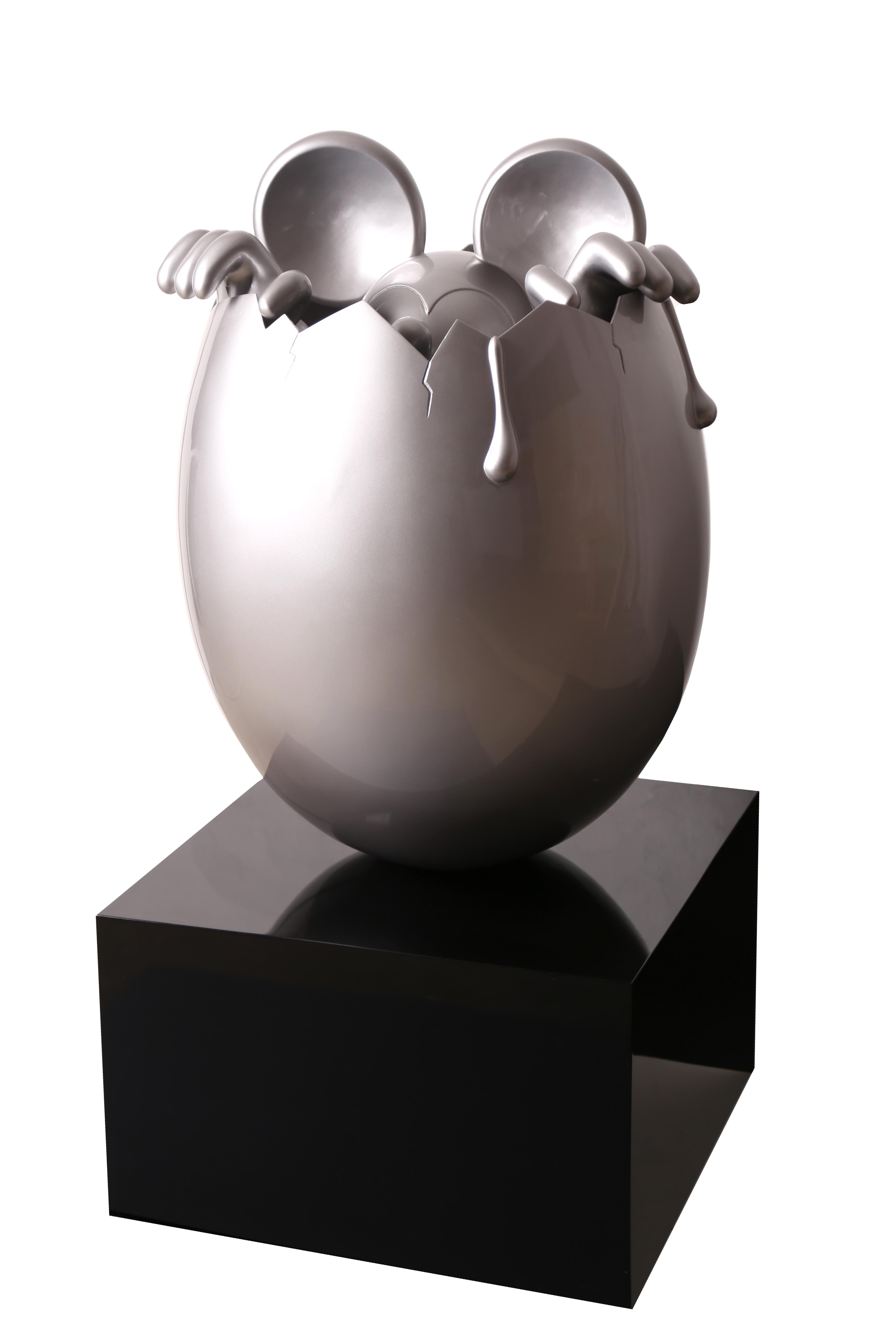
Mickey Was Born, 2018
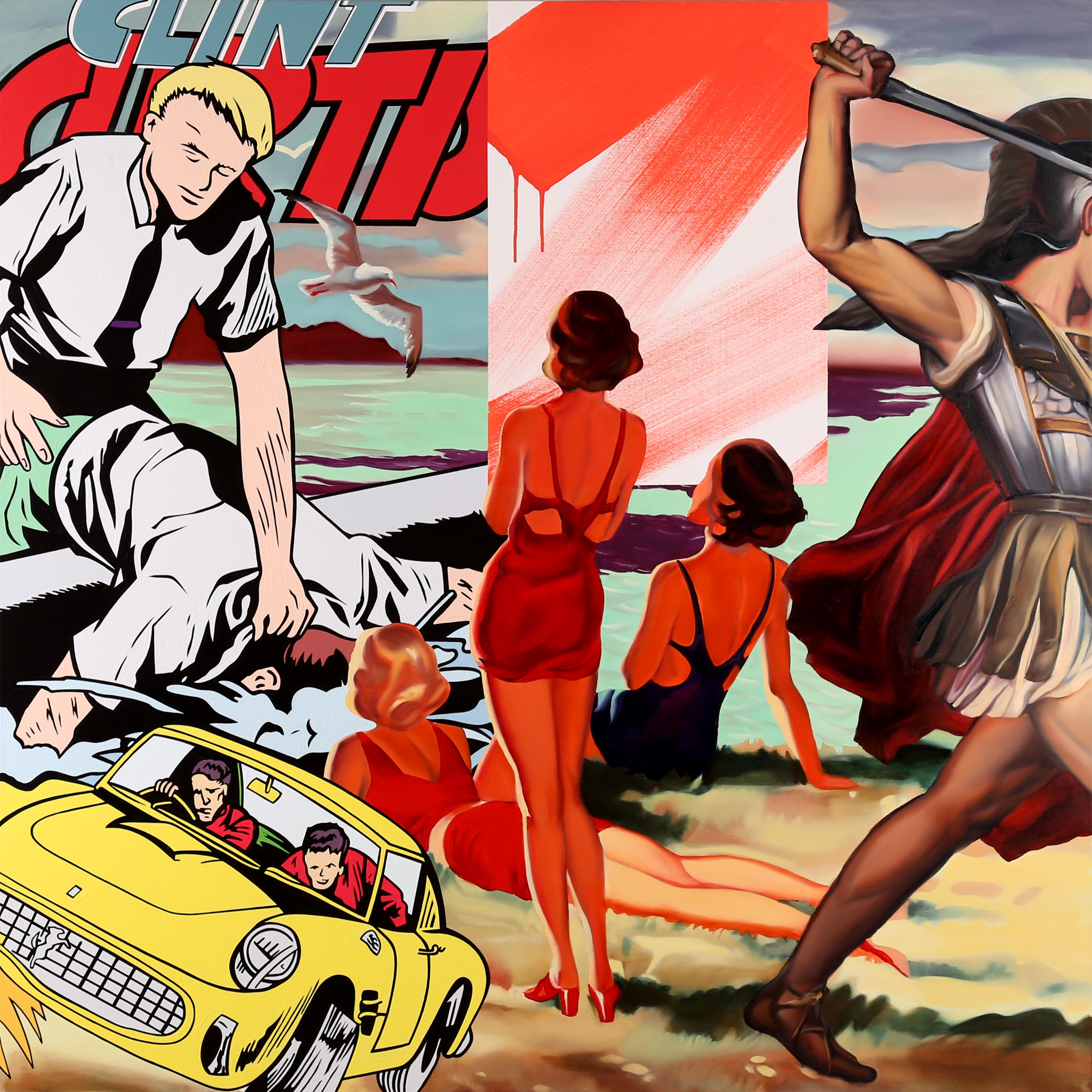
Sunset, 2018
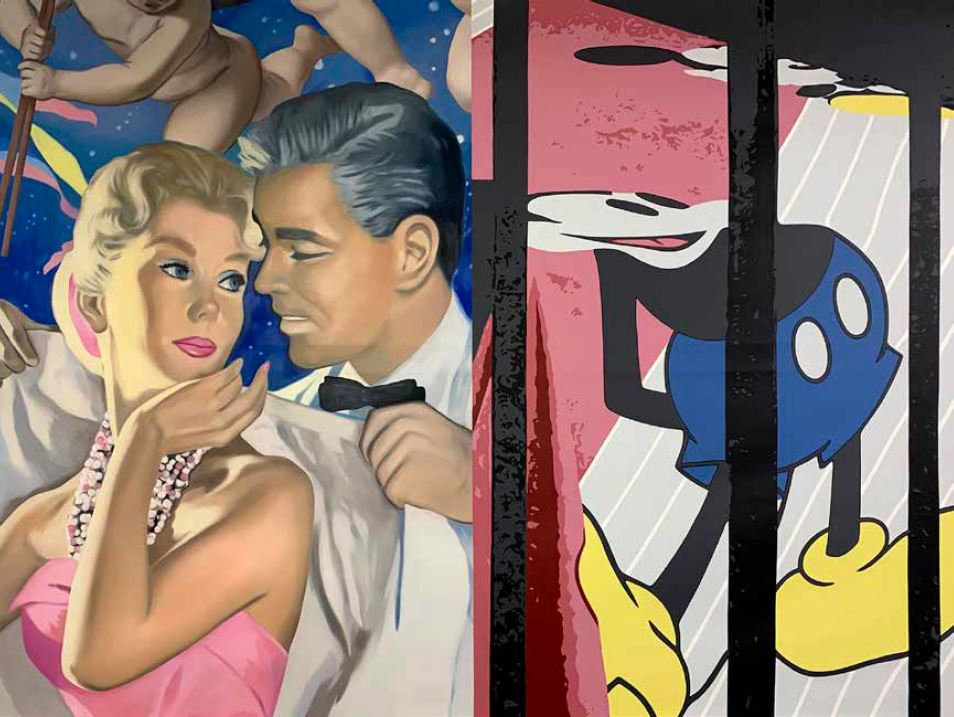
Tablecloth, 2020